# Steven Miles
Steven Miles, né le 15 novembre 1977 à Brisbane, est un homme politique australien, membre du Parti travailliste. Il est premier ministre du Queensland du 15 décembre 2023 au 28 octobre 2024.

## Biographie
Steven Miles fréquente l'université du Queensland où il obtient un doctorat avec une thèse sur le renouveau du syndicalisme.
Membre du Parti travailliste, il échoue à se faire élire député de la circonscription de Ryan lors des élections fédérales de 2010. Le 31 janvier 2015, il est élu député à l'Assemblée législative du Queensland. Le 16 février suivant, il est nommé ministre de l'Environnement et de la Protection du patrimoine dans le gouvernement d'Annastacia Palaszczuk.
Réélu député le 25 novembre 2017, Steven Miles est nommé ministre de la Santé dans le deuxième gouvernement d'Annastacia Palaszczuk. Le 11 mai 2020, il devient vice-chef du Parti travailliste du Queensland et vice-Premier ministre de l'État tout en conservant son poste à la Santé jusqu'en octobre de la même année, date à laquelle il devient ministre du Développement, des Infrastructures, des Collectivités locales et de la Planification.
Après la démission d'Annastacia Palaszczuk de toutes ses fonctions, il lui succède comme chef du Parti travailliste et Premier ministre du Queensland le 15 décembre 2023.
Lors des élections législatives du 26 octobre 2024, les travaillistes sont largement devancés par les libéraux qui détiennent la majorité absolue. Le 28 octobre, Steven Miles cède son poste de Premier ministre à David Crisafulli.